# 奧伊爾菲爾德 (伊利諾伊州)
奧伊爾菲爾德（英語：Oilfield）是位於美國伊利諾伊州克拉克縣的一個非建制地區。該地的面積和人口皆未知。

## 地理
奧伊爾菲爾德的座標為39°23′38″N 87°59′19″W / 39.39389°N 87.98861°W，而該地的平均海拔高度為201米（即659英尺）。